# 甘粕正彥
甘粕正彦（あまかす まさひこ），（1891年1月26日—1945年8月20日），大日本帝國陸軍軍官、特工，他在1923年關東大地震發生後因為引發了甘粕事件而下獄，在獲釋後被送往法國修讀美術和音樂。1930年他在回國後不久後就派往滿洲（中國東北）瀋陽的關東軍特務機關，為日本間諜土肥原賢二效力。數年後，他獲關東軍當局任命為滿洲映畫協會（滿映）負責人，致力於發展當地的電影事業，並且造就了女演員李香蘭的職業生涯。1945年8月，他在滿洲國滅亡之時服毒自殺。

## 生平
1891年出生在日本宮城縣，是一名米澤藩前武士的長子，也是戰國時代上杉家家臣甘粕景持後裔，他就讀於三重縣和名古屋的軍事寄宿學校，並且於1912年就讀於日本陸軍士官學校。畢業後他先擔任步兵，後來在日本和朝鮮半島以憲兵的身份擔任各種職位。

### 甘粕事件

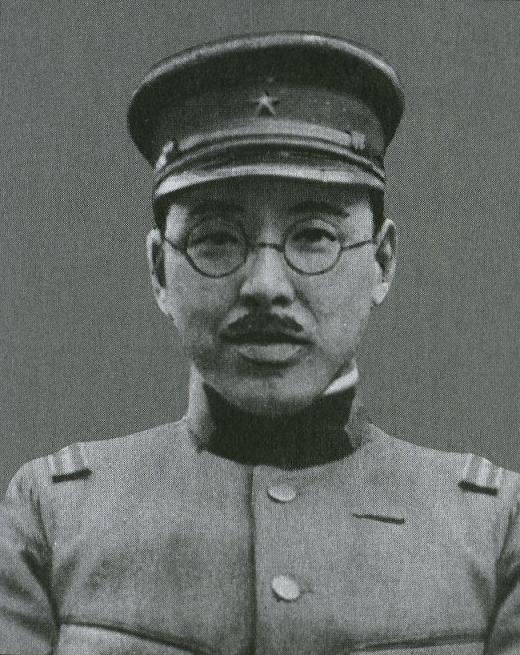
甘粕正彥照，拍攝於1923年9月

1923年9月16日，關東發生大地震，當時身為憲兵大尉的甘粕正彦趁在混亂中的戒嚴令下逮捕了著名的無政府主義者大杉榮、其妻子伊藤野枝及其六歲的侄子，並且將他們作為嫌疑犯毆打，最後絞死，將屍體扔進井裡，是為「甘粕事件」（又稱大杉榮虐殺事件）。事件發生後驚動了日本全國，甘粕後來遭法院判處死刑，後改有期徒刑十年，在千葉監獄服刑。

### 活躍於滿洲
由於昭和天皇登基大赦的關係，甘粕服刑僅三年就獲釋。1927年7月，日軍將他送到法國修讀美術和音樂，並且在當地認識了著名的藝術家藤田嗣治。1930年他在回國後不久後就派往滿洲（中國東北）的瀋陽的關東軍特務機關，為日本間諜土肥原賢二效力，讓日軍更多地參與鴉片生產和走私到中國本土，以及策劃塑造滿洲國的工作。在滿洲事變發生後，他轉移到哈爾濱並且協助將前清朝皇帝溥儀從天津護送到滿洲，讓溥儀成為新國家滿洲國的傀儡皇帝，甘粕後擔任在新首都新京建立民警部隊的工作，後來成為民政部警務司司長、協和會中央本部總務部長，掌握國內多個重要職務。在滿洲國的統治中，甘粕在暗地裡持續擁有發言權，是在國內具有相當影響力的人物之一，有「夜皇帝」之稱，當時傳說「白天由關東軍司令部統治滿洲，晚上則由甘粕治理」:262。

### 電影事業
1939年，在時滿洲國工業部部長岸信介的支持下，甘粕獲關東軍當局任命為滿洲映畫協會（滿映）的負責人。滿映成立於1937年7月，是關東軍提高公眾對滿洲國的支持度和以文宣攻擊中國國民黨政府的主要宣傳工具之一，滿映作為東洋最大的大陸文化生產工廠而榮耀一時，但在成立不久即因貪腐和權力鬥爭而陷入半黑社會化狀態。當關東軍當局下決心整頓滿映時，甘粕正彥被認為是最佳人選，他在上任後就大刀闊斧地進行了改革，意外地放棄了憲兵式的國策電影製作方案，走娛樂電影的柔軟路線來推進對民眾的“教化”，他甚至招徠一批在日本國內遭到鎮壓沒有生存空間而逃到滿洲的左翼知識份子，著手在日本、朝鮮和台灣也不曾進行的電影實驗。在他的執掌下，到了1943年，建成了以“滿映”為主體的龐大的企業集團。
甘粕致力於提高作品的品質，他曾去德國購買最新的電影攝影機和生產技術，並邀請日本電影演員、導演和指揮家（如朝比奈隆）訪問滿洲國並參與他的電影製作，昔日歌手及演員李香蘭（山口淑子）就是在滿映初登銀幕，在完成《蜜月快車》等系列電影之後成為滿映的招牌女明星，1940到1942年間多次出演滿映與日本大型電影公司之一東寶合作的影片，不久後又出演東寶和華北電影公司共同拍攝的影片，進而出現在上海的中華電影公司的銀幕上，甘粕的成就造就了李香蘭的職業生涯，由她主演的電影風靡日本佔領區和東南亞，讓她成長為不折不扣的東亞明星。

### 結局
1945年8月，蘇聯紅軍進軍滿洲國，溥儀於8月18日在通化省的大栗子（今臨江市大栗子鎮）宣讀了皇帝退位詔書，舉行退位儀式，宣布滿洲國解體。大概與此同時，甘粕在滿映理事長室的黑板上寫下这样的辞世句:260-263：
|  | 大豪賭 血本無歸 光溜溜 （大ばくち 身ぐるみ脱いで すってんてん） |

8月20日，隨著滿洲國的滅亡，甘粕服下氰化鉀自殺，屍體被送葬至滿映本社裡的湖西會館。

## 為人性格
據李香蘭記載：「甘粕那敏感的神經緊繃著，一到酒桌上就撒酒瘋，比如把吸了半截的煙扔到鍋裡，把做好的飯菜給扔掉，把酒潑到和服上，摔斷酒桌上藝人彈的三味線，種種異於常人的舉動，似乎在發洩他在暗夜行動中的恐懼和壓抑，性格極為扭曲。」

## 影视形象
担纲1987年电影《末代皇帝》部分配乐的日本作曲家坂本龍一在该片中客串饰演甘粕正彦。
2007年東京電視台《李香蘭》由中村獅童飾演甘粕正彦